# 10974 Carolalbert
10974 Carolalbert eller 2225 T-2 är en asteroid i huvudbältet som upptäcktes den 29 september 1973 av den nederländsk-amerikanske astronomen Tom Gehrels och det nederländska astronomparet Ingrid van Houten-Groeneveld och Cornelis Johannes van Houten vid Palomarobservatoriet. Den är uppkallad efter Carol Handahl och Albert O. Grender.
Asteroiden har en diameter på ungefär 3 kilometer.